# Парламентарни избори у Уједињеном Краљевству 2015.
Парламентарни избори у Уједињеном Краљевству су одржани 7. маја 2015.
Избори су дали већину Конзервативној партији са 330 од потребних за већину 326 посланика (укупан број посланика 650).